# Ente territoriale (Italia)
Un ente territoriale, nell'ordinamento giuridico italiano è un ente pubblico della pubblica amministrazione italiana.
Un ente territoriale ha tra i propri elementi costitutivi il territorio, e l'autorità sulla generalità della popolazione compresa nella sua circoscrizione.

## Caratteristiche
La competenza dei loro organi è limitata entro una definita circoscrizione territoriale e perseguendo interessi pubblici propri di tale circoscrizione. Lo Stato è l'ente territoriale nazionale.
Il concetto di territorio è discriminante per questa categoria di enti.

## Tipologie
Vi sono quelli previsti dalla Costituzione, cioè gli enti territoriali che, in base all'articolo 114 della Costituzione, costituiscono la Repubblica Italiana:
- i Comuni;
- le Province;
- le Città metropolitane;
- le Regioni;
- lo Stato.

Accanto ai citati vi sono alcuni enti locali particolari: si tratta di ulteriori enti non inclusi nell'art. 114 della Costituzione, ma comunque previsti dall'art. 2 del decreto legislativo 18 agosto 2000, n. 267, Testo unico delle leggi sull'ordinamento degli enti locali, ossia le comunità montane, le comunità isolane, le unioni di comuni e i consorzi fra enti territoriali.